# Wearwell
Wearwell of Wearwell Stevens is een historisch Brits fiets- en motorfietsmerk waar ook motorfietsen met de merknamen Wolf en Wulfruna werden geproduceerd.
De bedrijfsnamen waren:
- Ca. 1860-1868: Temple Street Wheel Co., Wolverhampton, eigenaar: Henry Clarke
- 1868-1889: Cogent Cycle Co., Wolverhampton, eigenaar: Henry Clarke
- 1889-ca. 1900: Henry Clarke's Exors, Cogent Cycles, Wolverhampton (restant van het oude bedrijf), eigenaar: Joseph Parker
- 1889-1909: Wearwell Cycle Works, W. Clarke, Darlington Street, Wolverhampton (nieuw bedrijf gebroeders Clarke), eigenaar: familie Clarke
- 1899 Wearwell Motor Carriage Co., Wolverhampton, eigenaar: familie Clarke
- 1901-1905: Wearwell Stevens, dochteronderneming van Wearwell Cycle Works
- 1905-1911: The Wolf Engineering Co. Ltd., Wolverhampton, dochteronderneming van Wearwell Cycle Works
- 1911-1920: The Wulfruna Engineering Co. Ltd., Wolverhampton, eigenaar: familie Clarke
- 1920-1928: The Wulfruna Engineering Co. (1920) Ltd., Wolverhampton, eigenaar: familie Clarke
- 1928: The Wearwell Cycle Co. (1928) Ltd., Wolverhampton, eigenaar: Vulcan Manufacturing Co
- 1928-1933: Vulcan Manufacturing Co. Ltd., New Griffin Works, Wolverhampton, eigenaar: familie Waine
- 1933-1969: Wearwell Cycle Co. Ltd., Wolverhampton en Wearwell (India) Ltd., eigenaar: Vulcan Manufacturing Co

## Voorgeschiedenis
Henry Clarke was een smid en wielenmaker uit Wolverhampton die in 1855 bij het 38e infanterieregiment diende tijdens de Krimoorlog. Bij de aanval op Redan raakte hij gewond en werd hij uit de dienst ontslagen. Op zijn terugreis zag hij in Parijs voor het eerst fietsen, waarschijnlijk draisines met houten wielen die veel gelijkenis vertoonden met de karrewielen die hij zelf maakte en repareerde. Hij ging voor enkele Franse producenten wielen maken en toen hij thuis kwam richtte hij de Temple Street Wheel Company op. Hij produceerde wielen voor de export naar Frankrijk, waaronder enkele voor vélocipèdes. In die periode trouwde hij met Harriet Powney uit Wombourne met wie hij vier dochters en vijf zoons kreeg. Als smid had hij al snel de productie van complete fietsen onder de knie, en die ging hij ook zelf produceren.

## Negentiende eeuw

### Jaren 60
- Bedrijf: In 1868 richtte hij de Cogent Cycle Company op aan Darlington Street in Wolverhampton. Zijn vijf zoons Tom, George, William, Jack en Henry kwam ook in het bedrijf werken.
- Cogent fietsen: In 1869 kwamen de eerste Cogent fietsen op de markt. Dat waren nog hoge bi’s, die in Engeland penny-farthing werden genoemd. Ze werden al snel goed verkocht.

### Jaren 70
- Cogent fietsen: Rond 1870 leverde Cogent fietsdriewielers met twee voorwielen en één achterwiel. In 1877 kostten de Cogent penny-farthings tussen 8 en 10 pond en er werden al verschillende modellen geproduceerd. De naven werden in twee helften gemaakt en hadden conische lagers van gehard staal die de wrijving verminderden.

### Jaren 80
- Bedrijf: Toen Henry in 1889 op 56-jarige leeftijd overleed werd het bedrijf in eerste instantie door een van de zoons overgenomen, maar dat was waarschijnlijk niet naar de zin van zijn broers. Daarom kocht Joseph Parker het bedrijf via de executeur en Tom Clarke ging naar Manchester om daar de Express Cycle Company op te richten. George, William, Jack en Henry jr. richtten in Wolverhampton het merk Wearwell op, met William als directeur.
- Cogent fietsen: In 1883 bevatte de catalogus een aantal ingezonden brieven van tevreden klanten en een groot aantal versies van de hoge bi. 
  - De Special Cogent was leverbaar als toer- en racefiets en kon geleverd worden met een voorwieldiameter van 132, 137, 142, 147 en 152 cm. De topsnelheid van de fiets werd bepaald door de kracht van de berijder én de diameter van het voorwiel. Dit model had ook verstelbare lagers, 80 tot 104 spaken, geschutbronzen velgen, een verstelbare opstap en een zadel met een bladveer. Alle versies kostten 14 pond, behalve de 60 inch (152 cm)-fiets, die 15 pond kostte.
  - Verder leverde men de Cogent Nr. 1, een lichte roadster met 52 tot 60 inch (132 tot 152 cm)-wielen.
  - De goedkope maar stevige Cogent Nr. 2 die met het kleinere 48 inch (122 cm)-voorwiel leverbaar was kostte 11 à 12 pond en de nog goedkopere Cogent Nr. 3 kostte 8 à 10 pond.
  - De Cogent Nr. 4 kostte 5 à 6 pond.

De prijzen verschilden door de verschillende materialen en de accessoires die waren gemonteerd. In 1887 ging men ook veiligheidsfietsen (met gelijke wielen en kettingaandrijving) produceren. De hoge bi's kregen toen de toevoeging Ordinary (gewoon). De prijzen daalden uiteraard, want de veiligheidsfiets was de nieuwe mode, en ook aanmerkelijk gebruiksvriendelijker dan de hoogwielers. De Cogent Nr. 5 Ordinary kostte in 1887 nog slechts 4 pond, de Cogent Nr. 18 Safety met kettingaandrijving kostte 12 pond en de Cogent Nr. 20 tricycle kostte 15 pond, maar dit model had inmiddels één voorwiel en twee achterwielen. Na enige tijd verschenen ook fietsen met handremmen die alleen op het achterwiel werkten. Men kon de herenfiets Cogent Gents Popular voor 5 pond kopen en de Cogent Ladies Popular kostte 6 pond, maar die had dan ook een kettingkast om te voorkomen dat de lange rokken tussen ketting en tandwiel kwamen.

### Jaren 90
- Bedrijf: Door de onenigheid tussen de gebroeders Clarke ontstonden eigenlijk drie bedrijven: het oude merk Cogent, dat nu Henry Clarke’s Exors heette en nog ca. 10 jaar onder leiding van Joseph Parker bleef produceren, het bedrijf Express Cycle Company, eigendom van Tom Clarke en gevestigd in Manchester, en de Wearwell Cycle Works onder leiding van William Clarke en eigendom van William, George, Jack en Henry jr. De verkopen van Wearwell bleven stijgen en rond 1899 was het een van de grootste rijwielfabrikanten van Wolverhampton. In 1899 werd een nieuwe fabriek in Pountney Street geopend voor de productie van gemotoriseerde voertuigen van de juist opgerichte Wearwell Motor Carriage Company.
- Cogent fietsen: In de jaren 90 van de 19e eeuw bleef Cogent Cycles onder leiding van Joseph Parker nog steeds groeien. De fietsen stonden bekend om hun goede afwerking en desondanks lage prijs, en rond 1896 moest het bedrijf zelfs nog uitgebreid worden en werd het machinepark vernieuwd. In elk geval bestond het nog in 1899, toen nog een catalogus werd uitgebracht.
- Wearwell fietsen: Wearwell ging fietsen en driewielers met massieve, cushion- en luchtbanden produceren. In 1893 leverde men al negen modellen, waaronder een driewieler en een luxefiets met dubbele framebuizen, kogellagers en een Reynolds ketting. Luchtbanden waren toen nog een echt luxeproduct. Dit topmodel kostte 18 pond met massieve banden en 23 pond met luchtbanden. De verkopen bleven stijgen en Wearwell werd een van de grootste fietsproducenten van Wolverhampton. 
  - De Wearwell Safety modellen A en B waren herenfietsen met spatborden en een bandrem,
  - het Safety model C was een damesfiets met jasbeschermers en een kettingkast,
  - het Safety Model D was een stevig maar goedkoop model bestemd voor “those whose means are limited” en kostte dan ook slechts 10 pond,
  - het Model E heette Youth’s Safety en was voor de jeugd bestemd,
  - het Safety Model F was eigenlijk een model uit 1892 dat zo gewild was dat in dat jaar niet alle orders gevuld konden worden.
  - Het Safety Model G was een sportieve roadster zonder spatborden,
  - het Model H was een racefiets, waarschijnlijk voor baanwedstrijden, want remmen ontbraken volledig. Nog steeds leverde men een driewieler, die met cushionbanden 23 en met luchtbanden 29 pond kostte.
  - Wearwell motorcarriage: In 1899 besloot William Clarke gemotoriseerde voertuigen te gaan maken. Daarvoor werd een nieuwe fabriek in Pountney Street geopend en de Wearwell Motor Carriage Company opgericht. Het eerste product was een vierwielig voertuig dat werd aangedreven door twee naast elkaar gemonteerde 2¼ pk Butler-motoren. Het sloeg echter niet aan.

## Twintigste eeuw

### Jaren 00
- Bedrijf: In 1901 werd de productie van motorfietsen opgestart, aanvankelijk onder de merknaam Wearwell-Stevens, later onder de merknaam Wolf. De productie van fietsen steeg naar 500 exemplaren per week, aan het einde van het decennium werden ook 20 motorfietsen per week gemaakt. In 1909 vergokte de secretaris van het bedrijf een groot deel van het bedrijfskapitaal, waardoor men uiteindelijk failliet zou gaan.
- Wearwell fietsen: In 1905 waren er al 15 modellen, zowel dames- als herenfietsen en racefietsen, naar keuze met versnellingen en massieve of luchtbanden. In 1908 produceerde men al 500 fietsen per week, waarvan een groot deel geëxporteerd werd, vooral naar Nederland. De Nederlandse importeur bestelde soms wel 10.000 fietsen tegelijk.

- Wearwell-Stevens motorfietsen: William raakte geïnteresseerd in de nieuwe motor van de gebroeders Stevens. Het bedrijf van hun vader, J. Stevens Co., leverde al spaken, bouten en moeren aan Wearwell. Clarke sloot een contract met de gebroeders Stevens voor de levering van een vast aantal inbouwmotoren per week. Deze werden in stevige fietsframes gemonteerd en zo ontstond het merk Wearwell-Stevens. In 1901 verscheen de eerste motorfiets, voorzien van een 2½ pk luchtgekoelde Stevens kop/zijklepmotor met een snuffelklep. De motor zat boven de onderste framebuis, had accu-ontsteking, een oppervlaktecarburateur en een leren aandrijfriem rechtstreeks van de krukas naar het achterwiel. De Wearwell-Stevens-motorfiets werd verkocht voor 43 guineas en werd al snel populair. Tijdens de National Cycle Show in Crystal Palace van 1902 verscheen al een verbeterde versie, waarbij de klant nu ook kon kiezen voor een sproeiercarburateur. De prijs was verlaagd naar 40 guineas. In 1903 verdween de oppervlaktecarburateur en het achterwiel werd nu aangedreven door een Lincona V-snaar.
  - Wearwell-Stevens Motette: In dat jaar leverde men ook de Motette, een forecar naar een idee van Harry Stevens. Die was aan de achterkant helemaal opgebouwd zoals de motorfiets, maar de voorvork was vervangen door een as met twee wielen, waar een rieten stoel boven zat. Deze driewieler kostte 53 guineas, maar er kon voor 16 guineas een ombouwset bij geleverd worden om er weer een gewone motorfiets van te maken. Bovendien kon men voor 75 guineas een 3¼ pk-versie bestellen. De forecar werd echter geen succes en verdween weer snel van de markt.
- Wolf motorfietsen: In 1905 werd de motorfiets helemaal herzien en bovendien kreeg hij de merknaam Wolf. Het motorblok hing nu op de normale plaats bij de trapas, en de 3¼ pk-versie was toegepast. In 1906 was er al meer dan een dozijn modellen en Stevens leverde nu ook frames en 1½ pk-clip-on motoren met de montageset voor fietsframes die via Wearwell voor 14 guineas verkocht werden. De prijzen van complete motorfietsen varieerden van 37 tot 42 guineas, maar de goedkoopste Wolf was de Featherweight, die eigenlijk nog was opgebouwd zoals de eerste modellen. Hij kostte nu nog slechts 19 guineas. In 1909 verscheen de Wolf Grand, die 35 pond kostte. Het idee van de driewielers was nog niet losgelaten, ondanks de mislukking van de Motette. Integendeel, men ging tricars maken als transportmotorfiets, maar ook als forecar, maar nu met een 4½ of 5 pk sterke watergekoelde paralleltwin met twee versnellingen.
  - Wolf Carette: Er kwam zelfs een zeer zwaar en luxueus model van de forecar, de Wolf Carette, die veel van een driewielige auto weg had. Deze had een 6 pk watergekoelde paralleltwin van het merk Fafnir, twee versnellingen en een koppeling en asaandrijving naar het achterwiel. Er waren al behoorlijke remmen gebruikt en er was een grote tank van 27 liter aan boord. De bijrijder kon plaats nemen in een luxueuze zetel boven de vooras, de bestuurder had een luxueuze zitplaats met rondlopende rugleuning. Om de comfortabele zithouding te behouden was er een stuurwiel gebruikt. De techniek was vrijwel onzichtbaar door het vele plaatwerk en de machine woog dan ook ca. 170 kg. Hij kostte 90 guineas.
- Motorsport: De gebroeders Stevens hadden het nog niet breed. Hun eigen merk AJS bestond nog niet en ze hadden er allemaal nog een baan bij. Daarom kwam het ze goed uit dat ze met de Wolf-motorfietsen konden deelnemen aan betrouwbaarheidsritten en snelheidswedstrijden, met veel succes. In 1909 won een Wolf motorfiets een 24-uurs betrouwbaarheidsrit en dat zorgde voor veel publiciteit.
- Rolschaatsen: Rond 1908 produceerde men ook twee- en vierwielige rolschaatsen. Rolschaatsen was indertijd heel populair en in vrijwel elke Britse stad was een rolschaatsbaan te vinden. Wearwell ontwikkelde een rolschaats met rubber schokdempers waarvan ongeveer 500 paar per week werden verkocht.

### Jaren 10
- Bedrijf: In 1911 ging het bedrijf failliet doordat de secretaris, King, al in 1909 veel bedrijfsgeld vergokt had aan de pooltafels. King had geprobeerd zelfmoord te plegen, maar omdat ook een van de Clarke-broers hierbij was betrokken, diende William Clarke geen klacht tegen King in. Na het faillissement kocht William het zieltogende merk Wulfruna Cycles van John Barratt en de Eagle Works-fabriek aan Great Brickkiln Street, waar hij de namen Wearwell en Wolf herintroduceerde. De bedrijfsnaam van de Wearwell- en Wolf-producten werd hierdoor The Wulfruna Engineering Co. Ltd. Wulfruna was in 1886 opgericht en had vanaf het begin hoge bi's en veiligheidsfietsen gemaakt, maar sinds het einde van de jaren 90 was het stil geworden rond dit bedrijf.
- Pickard's Patent Lining Apparatus: Vanaf ca. 1910 produceerde en verhandelde het bedrijf ook Pickard's Patent Lining Apparatus, een apparaatje dat leek op een injectiespuit met daaraan een verstelbaar afstandspijpje, waarmee biezen op de fietsframes getrokken konden worden. Deze techniek was bijzonder moeilijk, vergde een vaste hand en het duurde jaren om het onder de knie te krijgen. Met het apparaat van Pickard, een werknemer van Wearwell, kon iedereen het binnen enkele minuten.
- Wolf motorfietsen: Een Wolf Grand won in 1910 een lange-afstandsrit van Londen naar Land's End en terug. Na het faillissement en de overname van Wulfruna Cycles werd de productie opnieuw opgestart in de fabriek aan Great Brickkiln Street. Men ging aanvankelijk goedkope modellen maken. Een 2½ pk Wolf kostte in 1914 slechts 22 guineas. In 1912 leverde men een aantal modellen met inbouwmotoren van verschillende toeleveranciers. Zo was er een Moto-Rêve V-twin, maar ook modellen met blokken van Arno en Thornton. In 1913 werden motorblokken van JAP en Arno ingebouwd en er was een 2½ pk-model met een Illston-motor. Hoewel in 1914 de naam Wulfruna op de motorfietsen stond, was het in 1915 weer Wolf geworden. Men ging nu type-aanduidingen volgens het alfabet gebruiken. 
  - Het Model A had een 2½ tot 3 pk-tweetaktmotor van T.D. Cross & Sons, een Amac-carburateur, een geveerde Pilot voorvork en was in verschillende versies leverbaar: zonder versnellingen met riemaandrijving, met twee versnellingen en kettingaandrijving, met of zonder kickstarter en met of zonder koppeling.
  - Model B had een 2¼ pk-Pearson & Cole-tweetaktmotor met AMAC-carburateur en Pilot-voorvork en was ook leverbaar met één versnelling en riemaandrijving of twee versnellingen en kettingaandrijving, met of zonder kickstarter of koppeling.
  - Model C had een 2½ pk JAP-tweetaktmotor en was in dezelfde uitvoeringen leverbaar.
  - Model D had een 4 pk JAP-tweetaktmotor en was in dezelfde uitvoeringen leverbaar, maar kon ook met drie versnellingen gekocht worden. De twee- en drieversnellingsversies konden ook met zijspan geleverd worden.
  - Model 5 HP had een 5 pk-JAP-V-twin-viertaktmotor, een Juckes-drieversnellingsbak en kettingaandrijving en kon ook met een zijspan worden geleverd. In 1916 werden nog enige tijd motorfietsen met inbouwmotoren van TD Cross en JAP gebouwd, maar er werden weer twee nieuwe inbouwmotormerken gebruikt: Villiers en Abingdon. Door het uitbreken van de Eerste Wereldoorlog werd de productie onderbroken, maar in 1917 stonden weer Wolf-motorfietsen met blokken van TD Cross, Wolf, JAP en Abingdon in de folder.
- Wulfruna motorfietsen: Van 1914 tot aan het begin van de jaren 20 verschenen de motorfietsen soms met de merknaam Wulfruna op de tank, hoewel in 1915 en 1917 in elk geval de naam Wolf werd gebruikt. In 1914 verscheen een Wulfruna model met een 770 cc JAP V-twin dat leverbaar was in 6 pk (70 guineas) en 8 pk (72 guineas) uitvoering. De primaire aandrijving verliep via een riem, maar de secundaire aandrijving met een ketting. De machine werd aangeprezen als zijspantrekker. Men kon hem ook zonder versnellingsbak kopen. Dan waren de prijzen 60 respectievelijk 62 guineas. Voor 53 guineas kon men een 500 cc 3½ pk eencilinder met kettingaandrijving en twee of drie versnellingen aanschaffen. Verder was er een 300 cc 2½ pk-model met één of twee versnellingen. De lichtere modellen hadden een eigen Wulfruna-motor. Men leverde ook een aantal typen zijspannen, met of zonder overkapping een ook een zeer mooi rieten model. De prijzen van de zijspannen varieerden van 10 tot 14 pond.

### Jaren 20
- Bedrijf: William Clarke overleed in 1922. In 1928 werd het bedrijf verkocht aan Theo Waine. Daarmee was de familie Clarke er niet meer aan verbonden. Jack Clarke werd directeur bij AJS en Albert, een kleinzoon van oprichter Henry Clarke, werd in 1925 productieleider bij HRD. Joseph Waine & Co. Ltd. was een fabrikant van sloten, klinken en grendels en een koper- en ijzergieterij, gevestigd in de Imperial Works aan Wood Street in Willenhall. Joseph had drie zoons: John Vincent Waine, G.A. Waine en Horace T. Waine. John Vincent en G.A. begonnen rond 1910 de Vulcan Manufacturing Co. in Blackheath. Daar maakten ze o.a. 288.000 metalen schoenhakken per jaar. Als nevenproducten maakten ze ook nog koperen en verchroomde metalen producten, roestvast staal, allerlei grendels, klinken, haken en beugels. In 1913 waren drie bedrijven van de familie Waine samengevoegd in een leegstaande fabriek aan Colliery Road in Wolverhampton, de New Griffin Works. In 1928 kocht Horace T. (Theo) Waine samen met zijn broer G.A. Waine de Wearwell Cycle Co. Ltd. van Wulfruna Engineering Co. Ltd. Hun zoons H.V. Waine en T.A. Waine werden op de eerste aandeelhoudersvergadering aangewezen als directeur. Het nieuwe bedrijf werd The Wearwell Cycle Co. (1928) Ltd gedoopt. Het startkapitaal was 4000 pond. In een tweede vergadering werd besloten de fabriek, de machines en de handelsvoorraad van de fietsafdeling van de Vulcan Manufacturing Co. te kopen voor iets meer dan 10.000 pond, omdat Theo de fabriek aan Great Brickkiln Road ongeschikt vond.
- Wearwell fietsen: Onmiddellijk na de overname werd weer een groot aantal fietsmodellen aangeboden: heren- en damesfietsen, transportfietsen en de duplex die een verstevigd maar desondanks licht frame had. Verder leverde men de Le Grand racefiets en als topmodel de Golden Roadster met een drieversnellingsnaaf en een oliebadkettingkast.
- Wolf motorfietsen: Na de Eerste Wereldoorlog werd de motorfietsproductie weer opgestart met inbouwmotoren van verschillende leveranciers. Vanaf het begin van de jaren 20 leverde men uitsluitend weer Wolf-motorfietsen, maar er waren niet meer zo veel modellen: een 269 cc Villiers tweetakt, een 292 cc JAP, een 348 cc Blackburne en een 545 cc Blackburne, maar halverwege de jaren 20 kwamen er weer meer verschillende modellen. In 1924 verschenen de eerste kopkleppers met blokken van Blackburne. In 1925 kwam er een 175 cc sportmodel met een Villiers-blok. In 1927 waren alle viertaktmotoren uit de catalogus verdwenen, maar er kwamen twee modellen met een 147 cc Villiers-motor bij. In 1928, rond de verkoop aan Theo Waine begon de productie af te nemen om uiteindelijk helemaal gestaakt te worden.

### Jaren 30
- Bedrijf: In 1931 werd het bedrijf uitgebreid en begon de productie van de Wolf-motorfietsen opnieuw. Het bedrijf bloeide en de verkopen liepen steeds beter. In maart 1932 ontstond een brand waardoor een schade van 10.000 pond ontstond. H.V. Waine was een enthousiast motorrijder en verantwoordelijk voor de ontwerpen van de fietsen en de motorfietsen, terwijl T.A. Waine zich bezighield met de verkoop. Waine Eastern Agencies in Singapore was verantwoordelijk voor de verkoop in India, Ceylon, Birma, Straits Settlements, Siam en China. In 1933 werd de bedrijfsnaam weer veranderd in Wearwell Cycle Co. Ltd. Grote aantallen fietsen werden geëxporteerd naar India, maar later werden ook in India zelf fietsen geproduceerd door Wearwell (India) Ltd.
- Wearwell Fietsen: Aan het begin van de jaren 30 produceerde men grotendeels nog dezelfde modellen als in 1929, maar in 1931 verscheen de Schneider-sportfiets met Endrick-velgen, lichtgewicht spatborden, Pelissier-remmen en een laag stuur. Een goedkopere versie heette Wanderer. In 1932 was het aanbod van fietsen weer enorm: dames- en herenfietsen met oliebadkettingkasten, jeugd-, sport- en racefietsen waren er in alle prijsklassen. De Wearwell-tandem was er alleen als sportmodel met twee lage sturen. Men leverde zes verschillende transportfietsen en twee verschillende bakfietsen. In 1935 was er een extra jeugdcatalogus, met drie meisjes- en drie jongensmodellen. In 1936 werd de naam Wulfruna nog even in ere hersteld met de Wulfruna Sports-dames- en herenfietsen. Aan het einde van de jaren 30 was de catalogus aanmerkelijk kleiner geworden. Er waren nog vier herenmodellen, een transportfiets, een racefiets en een jongensfiets te koop.
- Wolf-motorfietsen: De eerste modellen in 1931 hadden weer motorblokken van Villiers, een 147 en een 196 cc-model. In 1932 waren er alweer een flink aantal Wolf-modellen te koop: De Cub had een 98 cc Villiers-tweetaktmotor, een Albion-tweeversnellingsbak, kettingaandrijving, een gereedschapskastje en uiteraard dus ook een setje boordgereedschap. De Minor had een 147 cc Villiers-tweetaktmotor en was verder vrijwel identiek aan de Cub. Beide modellen konden tegen meerprijs worden voorzien en elektrische verlichting. De Super Sports had een 196 cc Villiers-tweetaktmotor, een Albion-drieversnellingsbak, standaard elektrische verlichting en kon tegen meerprijs worden voorzien van een Miller-dynamo. De Utility leek op de Super Sports en had dezelfde motor, maar was bedoeld voor woon-werkverkeer en daarom voorzien van beenschilden. De Vixen had een 148 cc lange slag-motor van Villiers en was ook een toermodel. Tegen meerprijs kon hij worden geleverd met een verchroomde tank. In 1937 stonden de Minor en de Vixen nog steeds op het programma, maar de verlichting was nu standaard gemonteerd. De Super Sports had nu een 250 cc Villiers-motor. De Unit was nieuw. Dit model had een 125 cc Villiers-tweetaktmotor.

### Jaren 40
- Bedrijf: H.V. Waine was Air Raid Warden tijdens de Tweede Wereldoorlog. Hij moest erop toezien dat mensen zich aan de verduisteringsmaatregelen hielden. Hij ontdekte een grote brand in de stad, en kwam er later achter dat zijn eigen fabriek in brand stond. Hoewel de productie weer snel kon worden opgestart, duurde het tot na de oorlog tot alle beschadigde machines en alle sporen van de brand waren opgeruimd.
- Wearwell-fietsen: Na de Tweede Wereldoorlog werd de fietsproductie meteen weer opgepakt. Men leverde geen bakfietsen meer, maar wel jeugd- en kinderfietsjes en zelfs een kinderdriewieler met 14 inch-wielen. Er was nu ook een racefiets voor dames te koop, de Ladies Club. Van de totale productie werd 75% geëxporteerd naar 38 verschillende landen.
- Wolf-motorfietsen: De motorfietsproductie werd in 1940 beëindigd en niet meer opgestart.

### Jaren 50
- Bedrijf: In de jaren 50 waren er al enkele honderden mensen in dienst. Het fabrieks-fietsteam won de Ronde van Groot-Brittannië van 1953 en men ging ook speelgoed produceren. De familie Waine discussieerde over de merknaam voor de fietsen en besloot voor Noord-Amerika de merknaam Vulcan te gebruiken.
- Wearwell en Vulcan fietsen: Zoals gezegd werd vanaf de jaren 50 de naam Vulcan gebruikt voor de export naar Noord-Amerika. Na de overwinning in de Ronde van Groot-Brittannië verscheen in 1954 een racefiets met de naam Tour of Britain. Opmerkelijk was dat in deze periode juist erg veel racefietsmodellen werden gemaakt. Naast de Tour of Britain kon men ook nog de Anglo Continental, de Border Prime, de Mountain King, de Shadow en de Wanderer bestellen.
- Speelgoed: In de jaren 50 maakte men ook kinderspeelgoed. Natuurlijk allereerst fietsjes voor kinderen, maar ook verschillende typen driewielers, steps, skelters, hobbelpaarden, kruiwagentjes, poppenwagens en schommels.

### Jaren 60 en 70
- Bedrijf: In 1969 werd Vulcan Manufacturing opgeheven, en de goodwill werd verkocht aan het merk Tippers. De dochteronderneming Weawell Cycle Co. er eveneens verkocht, maar de productie werd op kleine schaal voortgezet door Martin Wells in Alverley, waar H.V. Maine voorzitter van de raad van bestuur werd. Na zijn pensioen bleef Waine parttime voor Wells werken en aanvankelijk werden er nog 300 fietsen per week geproduceerd. Toch werd de productie al snel doorverkocht aan de Elswick-Hopper Cycle Company en verhuisd naar Brigg. Door de recessie werd ook Elswick-Hopper uiteindelijk gesloten.